# Periclimenes lanipes
Periclimenes lanipes är en kräftdjursart som beskrevs av Kemp 1922. Periclimenes lanipes ingår i släktet Periclimenes och familjen Palaemonidae. Inga underarter finns listade i Catalogue of Life.